# Tom Price (wioślarz)
Thomas Steele Price (ur. 28 maja 1933 w Long Branch) – amerykański wioślarz, złoty medalista olimpijski.
Wystąpił na igrzyskach olimpijskich w Helsinkach w 1952 roku, gdzie wspólnie z Charlesem Loggiem zdobył złoty medal w dwójkach bez sternika. W finale o 2,8 sekundy pokonali osadę Belgii, a o 12,0 sekund wyprzedzili osadę Szwajcarii. Był to jego jedyny start olimpijski.
W 1955 w tej konkurencji zdobył srebro na igrzyskach panamerykańskich w Meksyku w 1955.